# Агиос Атанасиос (окръг Лимасол)
Агиос Атана̀сиос (на гръцки: Άγιος Αθανάσιος) е предградие на град Лимасол, в Кипър. Според статистическата служба на Република Кипър през 2001 г. има 9173 жители.
Намира се на 3 км северно от Лимасол. Носи името на Атанасий Велики. Основано е като малко селище, но след турската окупация на Кипър от 1974 г., бежанска вълна от 6000 души намира убежище в Агиос Атанасиос. Предградието е индустриална зона.